# كوشكول
كوشكول (بالقيرغيزية: Кошкөл)‏ (بالروسية: Кош-Кол) هي قرية في مقاطعة إيسيك كول في قيرغيزستان بالقرب من الشاطئ الشمالي لبحيرة إيسيك كول بين باليكتشي وشوبلون-آتا. بلغ عدد سكانها حوالي (384) نسمة عام 2009.

## صور

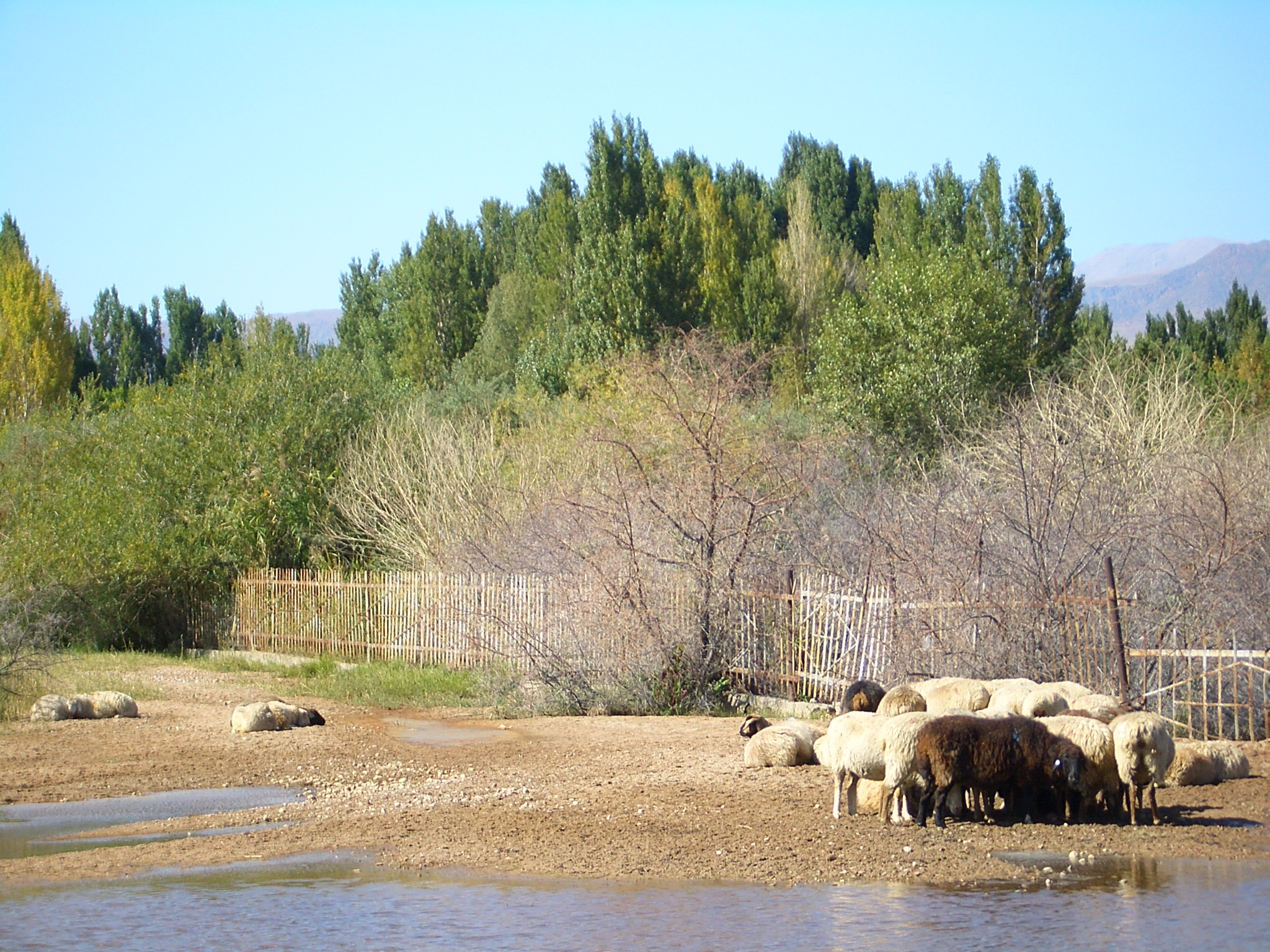
الأغنام تمضي وقتها في مرافق شاطئية
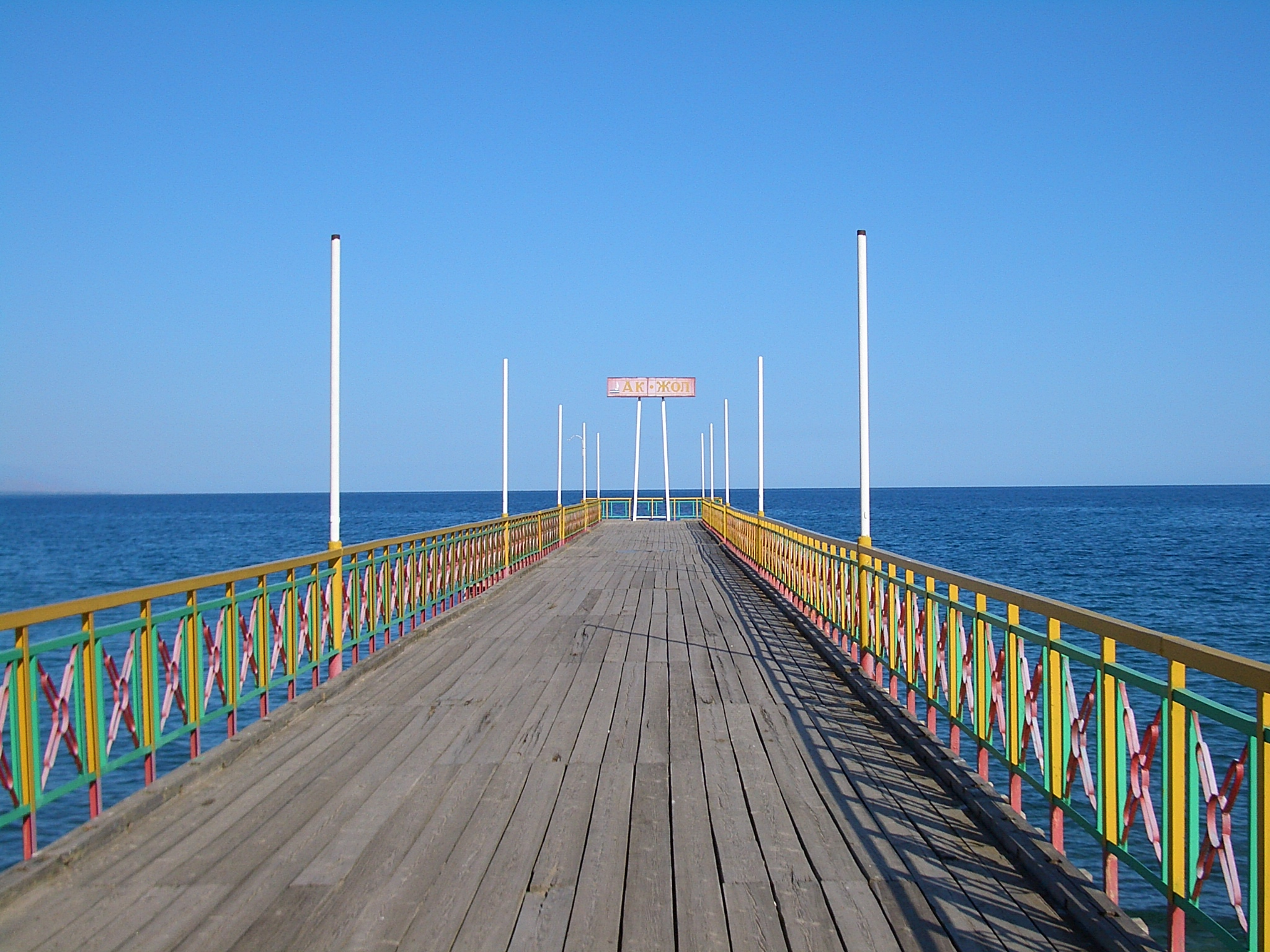
رصيف أك-جول
محطة الإنقاذ
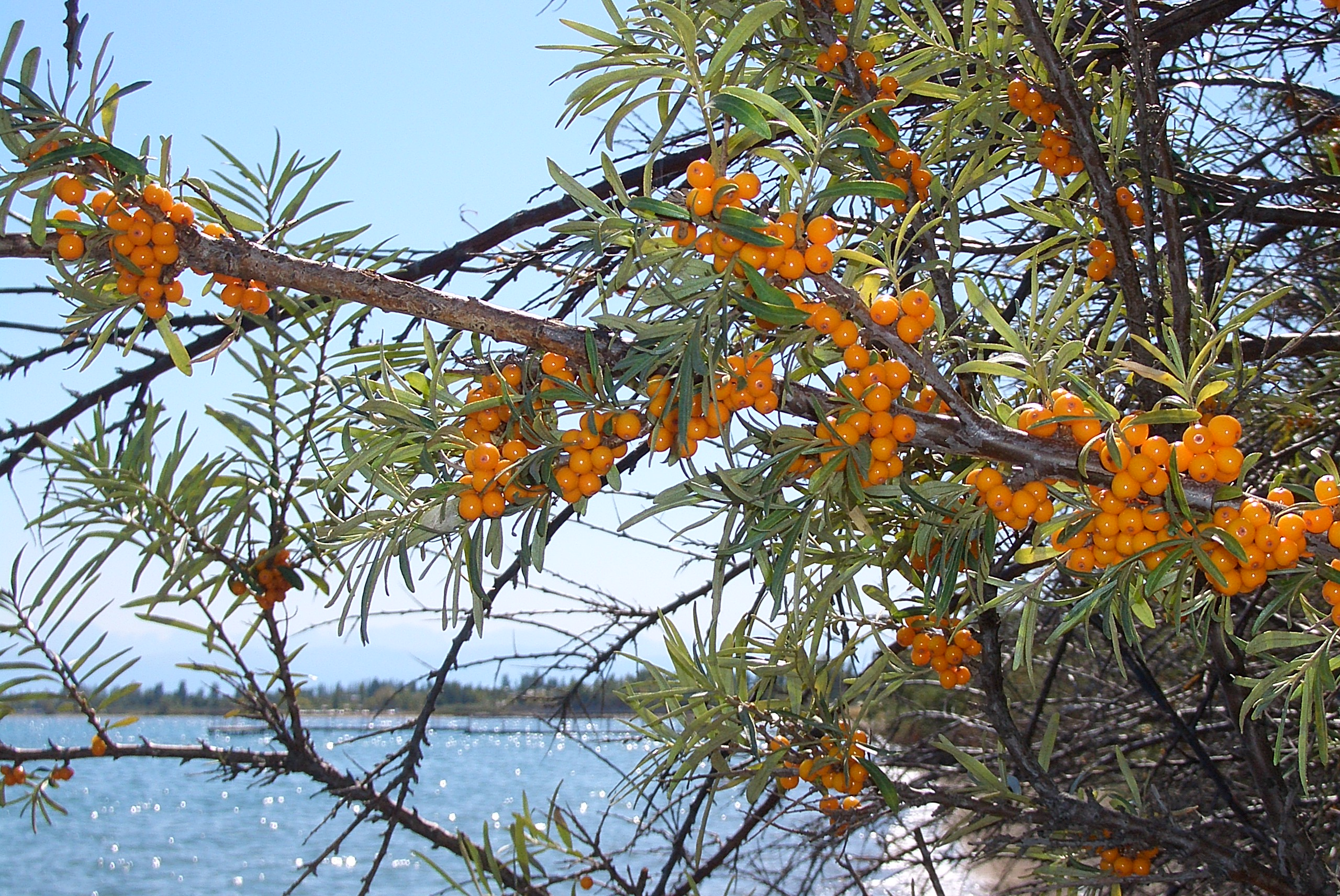
نبق البحر